# جون إم. دونالدسون
جون إم. دونالدسون (بالإنجليزية: John M. Donaldson)‏ هو مهندس معماري أمريكي، ولد في 1854، وتوفي في 1941.